# كارل هاينريش غوتفريد ويت
كارل هاينريش غوتفريد ويت (بالألمانية: Karl Heinrich Gottfried Witte)‏ (و. 1767 – 1845 م) هو تربوي، وقسيس ألماني، ولد في بريتسفالك، توفي في برلين، عن عمر يناهز 78 عاماً.